# Hugh de Nonant
Hugh de Nonant († 27. März 1198 in der Abtei Le Bec) war ein anglonormannischer Geistlicher. Ab 1185 war er Bischof der englischen Diözese Coventry.

## Herkunft und Ausbildung
Hugh de Nonant entstammte einer normannischen Familie, der bereits mehrere Geistliche entstammten. Sein Onkel mütterlicherseits war Bischof Arnulf von Lisieux. Bei ihm wurde Nonant zum Geistlichen erzogen, und dieser verschaffte ihm auch eine erste Pfründe in La Chapelle-Hareng bei Thibouville. Wohl ebenfalls von seinem Onkel erhielt Nonant weitere Pfründen in der Region von Gacé bei Nonant im späteren Département Calvados, wonach er seinen Beinamen erhielt. Zu diesen Ämtern gehörten das Dekanat von Gacé, eine Pfründe in Croisilles sowie das Archidiakonat von Lisieux. Zur weiteren Ausbildung wurde Nonant anscheinend nach Canterbury geschickt, wo er vermutlich seine juristischen und rhetorischen Kenntnisse erwarb. 

## Aufstieg zum Bischof von Coventry
1164 gehörte Nonant zum Gefolge von Erzbischof Thomas Becket von Canterbury, mit dem dieser aufgrund seines Streits mit König Heinrich II. ins Exil ging. 1170 befand sich Nonant jedoch im Dienst des Königs, dessen Freund und Vertrauter er wurde. Angeblich wurde Nonant als Nachfolger von Walter de Coutances Archidiakon von Oxford, als dieser 1183 Bischof von Lincoln wurde. Andererseits hatte Nonant wohl schon vor 1181 sein Amt als Archidiakon von Lisieux niedergelegt. Da es keinen Nachweis gibt, dass Nonant tatsächlich Archidiakon von Oxford war, wurde er wahrscheinlich mit John de Coutances verwechselt, einem Neffen von Walter de Coutances, der als Schatzmeister der Diözese Lisieux von seinem Onkel zum Archidiakon von Oxford ernannt wurde. 1184 sandte der König Nonant als Gesandten zu Papst Lucius III., bei dem er sich zugunsten des sächsischen Herzogs Heinrich dem Löwen, einem Schwiegersohn des Königs  einsetzen sollte. Seine Mission war erfolgreich, und wohl zur Belohnung wurde er im Januar 1185 als Kandidat für das Amt des Bischofs von Coventry nominiert. 

## Berater und Gesandter im Dienst von Heinrich II.
Obwohl er 1185 zum Bischof gewählt wurde, diente Nonant in den nächsten Jahren weiterhin vor allem als königlicher Gesandter. Dies führte mit dazu, dass er erst fast drei Jahre nach seiner Wahl zum Bischof geweiht wurde. 1186 sandte ihn der König erneut nach Rom, wo er die Erlaubnis des Papstes einholen sollte, den jüngsten Königssohn Johann zum König von Irland krönen zu lassen. Der Papst ernannte ihn zum päpstlichen Legaten, und zusammen mit Kardinaldiakon Ottaviano di Paoli kehrte Nonant nach England zurück. Heiligabend 1186 erreichten sie Dover, und über Canterbury erreichten sie Neujahr London. Gegen Nonants Amt als Legat protestierte sofort Erzbischof Balduin von Canterbury beim König. Balduin befand sich in einem heftigen Streit mit seinem Kathedralpriorat über die Errichtung eines Kollegiatstifts in Hackington, und die Ernennung eines päpstlichen Legaten für England empfand er als Eingriff in seine Autorität als Primas von England. Balduin erreichte, dass der König die Amtseinsetzung von Nonant als Legat verzögerte. Nachdem Nonant zusammen mit den Bischöfen John von Norwich und William von Worcester vergeblich versucht hatte, im Streit zwischen Balduin und seinem Kathedralpriorat zu vermitteln, begleitete er im Februar 1187 den König nach Frankreich. Noch am 1. Januar 1188 wird er in Frankreich erwähnt, danach kehrte er am 30. Januar 1188 zusammen mit Erzbischof Balduin nach England zurück, der ihn am 31. Januar 1188 schließlich in Lambeth zum Bischof weihte. Am 11. Februar 1188 nahm Nonant an der Ratsversammlung in Geddington statt, wo er sich zugunsten von Balduin gegen die Mönche des Kathedralpriorats von Canterbury einsetzte. Bereits im März reiste er wieder nach Frankreich, wo er ab Juli 1188 wieder zum Gefolge von Heinrich II. gehörte. Noch im Juni 1189 gehörte er zum königlichen Gefolge bei den Verhandlungen in La Ferté-Bernard, und vermutlich war er beim König, als dieser am 6. Juli starb. Auf Befehl von Heinrichs Sohn und Erben Richard I. kehrte Nonant im August nach England zurück. Dort nahm er an der Königskrönung Richards in Westminster Abbey sowie am 15. September 1189 an der Ratsversammlung von Pipewell teil, auf der der König seinen Kreuzzug vorbereitete.

## Bischof unter Richard I.

### Konflikt mit dem Kathedralpriorat von Coventry
Während dieser Zeit kam es zu einem heftigen Streit zwischen Nonant und den Mönchen seines Kathedralpriorats in Coventry. Wie Erzbischof Balduin und zahlreiche andere englische  Bischöfe hielt er ein mit Mönchen besetztes Kathedralpriorat für anachronistisch. Vermutlich am 9. Oktober 1189 kam es Kathedralpriorat zu einem gewalttätigen Streit zwischen dem Bischof und den Mönchen. Der Bischof drang wohl ohne Erlaubnis in die Klausur ein. In der folgenden Auseinandersetzung wurde der Bischof wohl verletzt, während der Prior flüchtete. Bei der Stürmung des Priorats wurden die Urkunden des Klosters und Teile der Gebäude zerstört, die verbliebenen Mönche wurden vertrieben. Am 22. Oktober 1189 klagte Nonant vor einer Bischofsversammlung in Westminster über den Widerstand der Mönche, und dem König prophezeite er gar, dass binnen zwei Monaten kein einziger Mönch mehr in einem englischen Kathedralpriorat leben würde. Angeblich soll Nonant dem König 300 Mark geboten haben, wenn dieser seinen Angriff auf das Kathedralpriorat billigen würde. Anstelle des Kathedralpriorats gründete er in Coventry ein Kollegiatstift für Säkularkanoniker. Die Gemeinschaft der Mönche des Kathedralpriorats blieb wohl dennoch bestehen, denn sie wird 1194 in einer Gerichtsverhandlung erwähnt. Noch vor Nonants Tod wurde das Kollegiatstift im Januar 1197 wieder aufgelöst.

### Sheriff entgegen dem Kirchenrecht
Um seinen Kreuzzug zu finanzieren, verkaufte König Richard zahlreiche Ämter. Bischof Nonant erwarb für 200 Mark die Ämter des Sheriffs von Warwickshire, Leicestershire und Staffordshire. Als Bischof durfte er nach den Bestimmungen des Dritten Laterankonzils diese profitablen weltlichen Ämter jedoch nicht ausüben, worüber es zum offenen Streit mit Erzbischof Balduin von Canterbury kam. König Richard verließ Ende 1189 England. Nach seiner Abreise kam es rasch zu einem Machtkampf zwischen den Bischöfen William de Longchamp und Hugh de Puiset, die vom König zu Justiciaren eingesetzt worden waren. Der König, der sich noch in der Normandie befand, berief daraufhin für den 2. Februar 1190 eine königliche Ratsversammlung ein. Nonant gehörte zu der großen Gruppe von Bischöfen, die die beiden Justiciare zu der Ratsversammlung in die Normandie begleitete. Erzbischof Balduin, der selbst ebenfalls an dem Kreuzzug teilnehmen wollte, berief dagegen für den 19. Februar eine kirchliche Ratsversammlung nach Westminster ein. Danach reiste er am 6. März in die Normandie. In Rouen setzte er Nonant als Bischof ab, falls dieser nicht auf seine Sheriffsämter verzichten würde. Nonant erklärte daraufhin in Briefen an den König und an den Erzbischof, dass er die Ämter niederlegen würde. Erzbischof Balduin informierte daraufhin den in England gebliebenen Bischof Richard fitz Nigel von London, dass Nonant die Ämter niederlegen würde, ansonsten sei er als Bischof abzusetzen. Dennoch schien Nonant sein Versprechen nicht einzuhalten und behielt als Bischof seine Ämter als Sheriff bei. 

### Gegner von William de Longchamp
Zu dieser Zeit hatte Nonant ein gutes Verhältnis zu Bischof William de Longchamp, dem es gelungen war, Hugh de Puiset als Justiciar zu entmachten. Auf einer Ratsversammlung in Westminster am 13. Oktober 1190 unterstützten die Bischöfe Nonants Vorgehen gegen die Mönche seines Kathedralpriorats, die tatsächlich Heiligabend 1190 endgültig vertrieben wurden. Bis Herbst 1191 kam es dann jedoch zu einer Krise in England. Johann Ohneland, Graf von Mortain und jüngerer Bruder von König Richard, versuchte als potentieller Thronfolger seines Bruders bereits während dessen Abwesenheit die Macht zu ergreifen. Dabei kam es zu einem Machtkampf mit dem Justiciar, der fast zu einem bewaffneten Konflikt geführt hatte. Erst als der König Erzbischof Walter de Coutances von Rouen mit umfassenden Vollmachten zurück nach England schickte, wurde die Gefahr eines Bürgerkriegs gebannt. Dazu versuchte auch Geoffrey, ein Halbbruder des Königs und Erzbischof von York, seinen Einfluss auszubauen. Als Erzbischof Geoffrey von der Normandie nach England übersetzte, wurde er auf Geheiß von Longchamp in Dover verhaftet. Nonant überbrachte Johann Ohneland Ende September in Lancaster die Nachricht von Geoffreys Gefangennahme und drängte ihn zum Handeln. Johann nutzte diese Gelegenheit aus, um gegen den bei den Baronen unbeliebten Longchamp vorzugehen. Die Gefangennahme Geoffreys wurde nun mit dem Martyrium von Thomas Becket verglichen, worauf sich die in England verbliebenen Magnaten und Bischöfe gegen den Justiciar Longchamp verbündeten. Nonant stand nun fest auf der Seite von Johann Ohneland. Anscheinend diente er auch als dessen Ratgeber, denn er nahm am Treffen der Magnaten am 5. Oktober in Reading teil, dem Longchamp aus Furcht vor Angriffen fernblieb. Dort übersetzte er den auf Latein verfassten Brief König Richards, den Walter de Coutances mitgebracht hatte, ins Französische, so dass auch die weltlichen Magnaten ihn verstehen konnten. In dem Brief ermächtigte der König Coutances, gleichberechtigt mit Longchamp die Regentschaft zu übernehmen. Am nächsten Tag, einem Sonntag, besuchte Nonant zusammen mit zwei weiteren Bischöfen Longchamp in Windsor Castle und versuchte ihn erfolglos zu überreden, sich mit Johann und den anderen Magnaten zu treffen. Nachdem sie damit gescheitert waren, exkommunizierten die Bischöfe während einer Messe all diejenigen, die ihre Hände gegen Erzbischof Geoffrey von York erhoben hatten. Als am folgenden Tag bekannt wurde, dass Longchamp nach London geflohen war, zogen Johann Ohneland und die Bischöfe auf den Rat von Nonant über Staines nach London. Auf dem Weg dorthin kam es zu einem kurzen Gefecht mit dem Gefolge von Longchamp. Als Longchamp am 10. Oktober zur Ratsversammlung erschien, war Nonant, der als erster das Wort ergriff. Während der Versammlung musste Longchamp sein Amt als Justiciar niederlegen und wurde entmachtet. Anschließend reiste Nonant nach Canterbury, wo er am 27. November 1191 der Wahl von Reginald fitz Jocelin als Nachfolger des während des Kreuzzugs verstorbenen Erzbischofs Balduin beiwohnte. 
Gegen seinen früheren Verbündeten Longchamp begann Nonant nun eine Kampagne, um ihn endgültig zu diskreditieren. Er behauptete, dass Longchamp als Prostituierte verkleidet von Dover aus geflüchtet sei. Seine Verkleidung soll zuvor von einem Seemann, der ihn angesprochen hatte, aufgedeckt worden sein. Nachdem Longchamp aus England geflohen war, exkommunizierte er Nonant und seine anderen Widersacher, was in England einfach ignoriert wurde.

### Tätigkeit nach der Rückkehr von König Richard
Als Nonant von der Gefangenschaft von König Richard in Deutschland erfuhr, soll er sofort Geld zur Unterstützung des Königs gesammelt haben, ehe er nach Deutschland reiste. Auf dem Weg nach Deutschland soll er aber ausgeraubt worden sein. In Deutschland traf er den König, doch kehrte er rasch wieder nach Frankreich zurück. Aufgrund seiner zuvorigen Unterstützung von Johann Ohneland und seiner Gegnerschaft zu Longchamp war sein Verhältnis zum König belastet, und das verräterische Verhalten seines Bruders Robert Brito, der sich geweigert hatte, für den König als Geisel zu dienen, erschwerte das Verhältnis weiter. Bald nach seiner Rückkehr nach England erließ Richard am 31. März 1194 die Anordnung, dass Nonant sich für seine Verfehlungen als Bischof und Sheriff verantworten solle. Gegen die hohe Summe von 5000 Mark konnte er sich die Gnade des Königs erkaufen, doch sein Bruder Robert Brito blieb in Gefangenschaft in Dover, wo er starb. Angeblich soll Nonant während der weiteren Herrschaft Richards nie mehr nach England zurückgekehrt, sondern in Frankreich geblieben sein. Nach mehreren Urkunden, in denen er in seiner Diözese Geistliche einsetzte, war er jedoch zwischen 1193 und 1196 in England. Im Winter von 1196 bis 1197 wird er als Zeuge von Gerichtsverhandlungen in Westminster erwähnt, und den Ausgleich, den Erzbischof Hubert Walter zwischen dem 25. März und 31. Mai 1197 mit dem Kathedralpriorat von Canterbury über die Gründung eines Kollegiatstiftes in Lambeth machte, wurde von ihm mit besiegelt. Mitte Juli 1197 war Nonant wieder in der Normandie, wo er am Karfreitag 1198 nach schwerer Krankheit starb.
Obwohl Nonant nur drei Jahre als geweihter Bischof aktiv war und sich vornehmlich politisch betätigte, sind von ihm recht zahlreiche Urkunden erhalten, die Belange seiner Diözese betreffen. Abgesehen von seinem Konflikt mit dem Kathedralpriorat ist in diesen Urkunden keine offensichtliche Abneigung gegen die religiösen Orden erkennbar. Fälschlicherweise werden ihm Regeln für die Kathedrale von Lichfield zugeschrieben. Nach der Auflösung seines Kollegiatstiftes in Coventry wurde dort im Januar 1198 das Kathedralpriorat wiedergegründet. Todkrank trat Nonant, wie zahlreiche normannische Adlige es im 11. und 12. Jahrhundert auch getan hatten, in den Benediktinerorden ein und starb deshalb in Mönchsgewändern in der Abtei Le Bec.

## Sonstiges
Nonants Briefe und Reden waren seinerzeit berühmt. Seine Vertreibung der Mönche des Kathedralkapitels mit den Worten Zum Teufel mit den Mönchen oder die Verfolgung Longchamps nach London, um Winterkleidung zu kaufen, wurden zu geflügelten Worten und in den zeitgenössischen Chroniken erwähnt. Seine Beschreibung der Flucht Longchamps in Frauenkleidern aus Dover zeigt reine Gehässigkeit und wurde vielfach kopiert.